# Комасін
Комасін (пол. Komasin) — село в Польщі, у гміні Вапно Вонґровецького повіту Великопольського воєводства.
Населення — 87 осіб (2011).
У 1975-1998 роках село належало до Пільського воєводства.

## Демографія
Демографічна структура станом на 31 березня 2011 року:
|          | Загалом | Допрацездатний вік | Працездатний вік | Постпрацездатний вік |
| -------- | ------- | ------------------ | ---------------- | -------------------- |
| Чоловіки | 47      | 13                 | 33               | 1                    |
| Жінки    | 40      | 10                 | 22               | 8                    |
| Разом    | 87      | 23                 | 55               | 9                    |